# Laudate Deum
Laudate Deum („Chvalte Boha“) je apoštolská exhortace (písmo) papeže Františka, která navazuje na encykliku Laudato si'. František v ní vyzývá k důsledné činnosti v souvislosti s klimatickou krizí a staví se proti popírání změny klimatu.
Dopis byl podepsán 4. října 2023, na svátek svatého Františka z Assisi, a zveřejněn v arabštině, angličtině, francouzštině, němčině, italštině, polštině, portugalštině a španělštině. Datum bylo zvoleno s ohledem na konferenci OSN o změně klimatu v Dubaji 2023, která se bude konat od 30. listopadu do 12. prosince 2023.

## Název a forma
Titul, jak je u papežských textů zvykem, tvoří slova incipitu textu: „'Chvalte Boha za všechna jeho stvoření'. To byla výzva, kterou svatý František z Assisi vyjadřoval svým životem, svými písněmi a svými činy.“ Věta označená jako světcův citát se nenachází doslovně ve spisech svatého Františka, ale shrnuje jeho životní poselství jako parafráze. Encyklika papeže Františka o životním prostředí Laudato si' začala doslovným citátem Františka z Assisi.
Volbu názvu papež vysvětluje na konci svého listu: „'Chvála Bohu' je název tohoto listu. Neboť člověk, který si troufá stavět se na místo Boha, se stává nejhorším nebezpečím sám pro sebe.“ (Laudate Deum odst. 73)
Dopis je adresován „všem lidem dobré vůle“. Toto oslovení zvolil již papež Jan XXIII. ve své mírové encyklice Pacem in terris (1963).

## Obsah
Papež ve svém dopise vyzývá k rychlým a komplexním opatřením proti klimatické krizi a vystupuje proti popírání změny klimatu. Postupem času se podle Františka ukázalo, že „nereagujeme dostatečně, zatímco svět, který nás obklopuje, se hroutí a možná mu hrozí hluboký řez“. Proto, jak řekl, napsal po encyklice Laudato si' z roku 2015, která se zaměřila na životní prostředí a klimatické změny, nový spis na toto téma.
Papež František se také obrací na popírače klimatu v církvi, když píše: „Jakkoli se to někdo snaží popírat, skrývat, zamlčovat nebo relativizovat, známky klimatické změny tu jsou a jsou stále zřejmější. Nikdo nemůže ignorovat, že v posledních letech jsme svědky extrémních jevů, častých období neobvyklých veder, sucha a dalších nářků země. ... Je pravda, že ne každou jednotlivou katastrofu lze automaticky přičítat globální změně klimatu. Je však prokazatelné, že určité změny klimatu způsobené člověkem výrazně zvyšují pravděpodobnost stále častějších a intenzivnějších extrémních jevů.“ (Laudate Deum odst. 5)
Problém by neměl být zesměšňován a chudí obviňováni, „protože mají hodně dětí“. Někteří lidé by také mohli tvrdit, že zmírnění klimatických změn povede ke ztrátě pracovních míst. Pokrok v boji proti klimatické krizi je podle nich příliš pomalý.

## Rozložení a struktura
Dokument se skládá ze 73 odstavců
Po úvodu (odst. 1–4) následuje šest kapitol:
- Globální klimatická krize (odst. 5–19)
  - Odpor a zmatek
  - Lidské příčiny
  - Škody a rizika
- Rostoucí technokratické paradigma (odst. 20–33)
  - Přehodnocení našeho využívání moci
  - Etický osten
- Slabiny mezinárodní politiky (odst. 34–43)
  - Přetváření multilateralismu
- Konference o klimatu: Pokroky a neúspěchy (odst. 44–52)
- Co lze očekávat od COP 28 v Dubaji? (odst. 53–60)
- Duchovní motivace (odst. 61–73)
  - Ve světle víry
  - Na cestě společně a odhodlaně

## Představení
K představení dokumentu se konala tisková konference s názvem Laudate Deum – Hlasy a svědectví o klimatické krizi. Jako hosté byli pozváni Giorgio Parisi (nositel Nobelovy ceny za fyziku), Carlo Petrini (zakladatel hnutí Slow Food) a Luisa Neubauerová (z Fridays for Future), z nichž každý mohl přispět svým projevem. Neubauerová na akci vyzvala církev, aby se stala „skutečným spojencem“ klimatického hnutí. Pokud papež vyzývá ke kulturní změně v katolické církvi, řekl, „pak každý jiný může udělat totéž ve své vlastní sféře“.